# Манускрипт ниндзя: новая глава
«Манускрипт ниндзя: новая глава» (яп. 獣兵衛忍風帖「龍宝玉篇」 Дзю:бэй Нимпу:тё: Рю:хо:гёку Хэн) — аниме-сериал режиссёра Тацуо Сато в жанре дзидайгэки, созданный студией Madhouse по мотивам анимационного фильма «Манускрипт ниндзя» и являющийся его сиквелом.

## Сюжет
Дзюбэй, странствующий самурай, наёмник, однажды втягивается в разборки крупных кланов и помогает незнакомцу Дзофу. Когда они встречаются в следующий раз, Дзофу оказывается смертельно ранен. Он передаёт Дзюбэю странный предмет — камень дракона —, просит найти Деву Света и отдать камень ей. Девой Света оказывается красавица Сигурэ, с которой самурай уже успел познакомиться.
На пути герой встречает старого знакомого, монаха Дакуана. Вскоре компанию пополняет молодой воришка Цубутэ. Все вместе они стремятся помешать коварным планам Сёгуна Тьмы.

## Список серий
| №  | Название                                                      | Режиссёр серии                   | Сценарист      | Дата выхода         |
| -- | ------------------------------------------------------------- | -------------------------------- | -------------- | ------------------- |
| 1  | Трагедия в скрытой деревне «Какурэсато мудзан» (かくれ里無惨) | Хироюки Танака                   | Иноуэ Тосики   | 15 апреля 2003 года |
| 2  | Начало пути «Табидати» (旅立ち)                               | Хироюки Цутия                    | Иноуэ Тосики   | 22 апреля 2003 года |
| 3  | Запретная любовь «Дзярэн до:коку» (邪恋慟哭)                  | Син Итакаги                      | Кацура Мураяма | 29 апреля 2003 года |
| 4  | Расколотый камень «Варэта хо:гёку» (割れた宝玉)               | Кодзи Орикоми                    | Нобуаки Кисима | 6 мая 2003 года     |
| 5  | Бриллиантовый парень «Конго: до:дзи» (金剛童子)               | Тору Такахаси                    | Кацура Мураями | 13 мая 2003 года    |
| 6  | Убежище от дождя «Амаядори» (雨宿り)                          | Нагаи Тацуюки                    | Сёдзи Ёнэмура  | 20 мая 2003 года    |
| 7  | Цветение «Цубоми» (蕾)                                        | Хироюки Цутия                    | Ясуси Хирано   | 27 мая 2003 года    |
| 8  | Судьба Рэнгоку «Рэнгоку сё:тэн» (煉獄昇天)                    | Хироси Хара                      | Нобуаки Кисима | 3 июня 2003 года    |
| 9  | Затаившийся дракон «Харавата ни рю:» (はらわたに龍)           | Хироюки Танака                   | Сёдзи Ёнэмура  | 17 июня 2003 года   |
| 10 | Сердце Хируко «Хируко но магокоро» (ヒルコの真心)             | Кодзи Орикоми                    | Ясуси Хирано   | 24 июня 2003 года   |
| 11 | Рэнъя Ягю «Ягю: Рэнъя» (柳生連夜)                             | Хироюки Цутия                    | Кацура Мураяма | 1 июля 2003 года    |
| 12 | Возрождение династии «О:тё: фуккоку» (王朝復活)               | Кэнъити Кавамура                 | Ясуси Хирано   | 8 июля 2003 года    |
| 13 | Прощай, Дзюбэй «Сэйтэн хё:хё:» (青天飄飄)                     | Мицуюки Масухара, Хироюки Танака | Ясуси Хирано   | 15 июля 2003 года   |